# Павло Скоропадський (монета)
«Павло Скоропадський» — пам'ятна  монета номіналом 2 гривні, випущена Національним банком України, присвячена 150-річчю від дня народження українського державного і політичного діяча, воєначальника, гетьмана України — Павла Скоропадського.
Монету введено в обіг 30 травня 2023 року. Вона належить до серії «Видатні особистості України».

## Опис та характеристики монети
| Номінал грн. | Метал      | Маса, грам | Діаметр, мм. | Якість виготовлення       | Гурт     | Тираж, штук |
| ------------ | ---------- | ---------- | ------------ | ------------------------- | -------- | ----------- |
| 2            | нейзильбер | 12.8       | 35,0         | спеціальний анциркулейтед | рифлений | 30 000      |

### Аверс
На аверсі монети розміщено: внизу на дзеркальному тлі — малий державний Герб України, під яким напис — УКРАЇНА, а справа від нього рік карбування "2023", справа —  логотип Банкнотно-монетного двору Національного банку України. У центрі монети на тлі стилізованого майва прапорів міститься трикутник (віньєтка Георгія Нарбута), що символізує певний культурний, економічний розквіт Української Держави за гетьманату Скоропадського. Навколо трикутником розміщено написи "УКРАЇНІЗАЦІЯ" (угорі), "ОСВІТА", "ГРИВНЯ" (з обох боків). Номінал монети 2 та графічний знак гривні розміщено вгорі.

### Реверс
На реверсі монети праворуч розташовується портрет Павла Скоропадського, ліворуч від якого – композиція, що символізує події Української революції, на дзеркальному тлі угорі розміщено роки життя політика "1873 • 1945"; унизу напис "ПАВЛО/СКОРОПАДСЬКИЙ".

## Автори
- Художник: Таран Володимир, Харук Олександр, Харук Сергій;
- Скульптор: Демяненко Анатолій, Атаманчук Володимир.[1]

## Вартість монети
Під час введення монети в обіг 2023 року, Національний банк України реалізовував монету за ціною 56 гривень.
Фактична приблизна вартість монети, з роками змінювалася так:
| Рік        | 2024 | 2025 | 2026 |
| ---------- | ---- | ---- | ---- |
| Ціна, грн. | 170  | 220  |      |